# Chapelle Saint-Hubert de Tenneville
La chapelle Saint-Hubert est un petit édifice religieux catholique sis sur la route allant de la barrière de Champlon à la ville de Saint-Hubert, sur le territoire de la commune de Tenneville, en Belgique. Une ancienne chapelle du XIIe siècle fut remplacée en 1904 par une nouvelle, dédiée à saint Hubert.

## Histoire

### Antique chapelle Sainte-Catherine
Par une charte (que l’on possède toujours) le comte Henri de la Roche, propriétaire de la forêt de Freyr (section de la forêt d'Ardenne), fait don en 1152 aux moines de Saint-Hubert d'un domaine comprenant une ancienne chapelle, datant de 1135, dédiée à sainte Catherine. Elle voisine une ferme (et converserie) que les moines occupent déjà. En contrepartie les religieux s’engagent à y assurer les services pastoraux et y établir un hospice pour les pèlerins et voyageurs qui traversent la vaste et dangereuse forêt des Ardennes. 
Selon la tradition locale c’est là que saint Hubert se serait converti à une vie pieuse, à la suite de la vision d’un cerf portant une croix au front entre ses bois. Une croix, appelée « Rouge-Croix » marque l'emplacement de cette conversion.  
Jusqu’en 1545 la chapelle est desservie par les moines qui viennent spécialement de Saint-Hubert. Puis pendant un certain temps par le curé de Champlon. Au XVIIe siècle cependant, la fréquentation des fidèles diminue, aussi le prince-évêque de Liège, Joseph-Clément de Bavière fait-il transférer les ornements, vases sacrés et autres biens précieux à l’autel de Sainte-Catherine dans l’église de Saint-Hubert (début XVIIIe siècle).  La chapelle est alors quasi abandonnée et elle tombe en ruines. Aux environs de 1800 les troubles qui agitent la région durant la période révolutionnaire achèvent de la faire disparaitre presque complètement.  

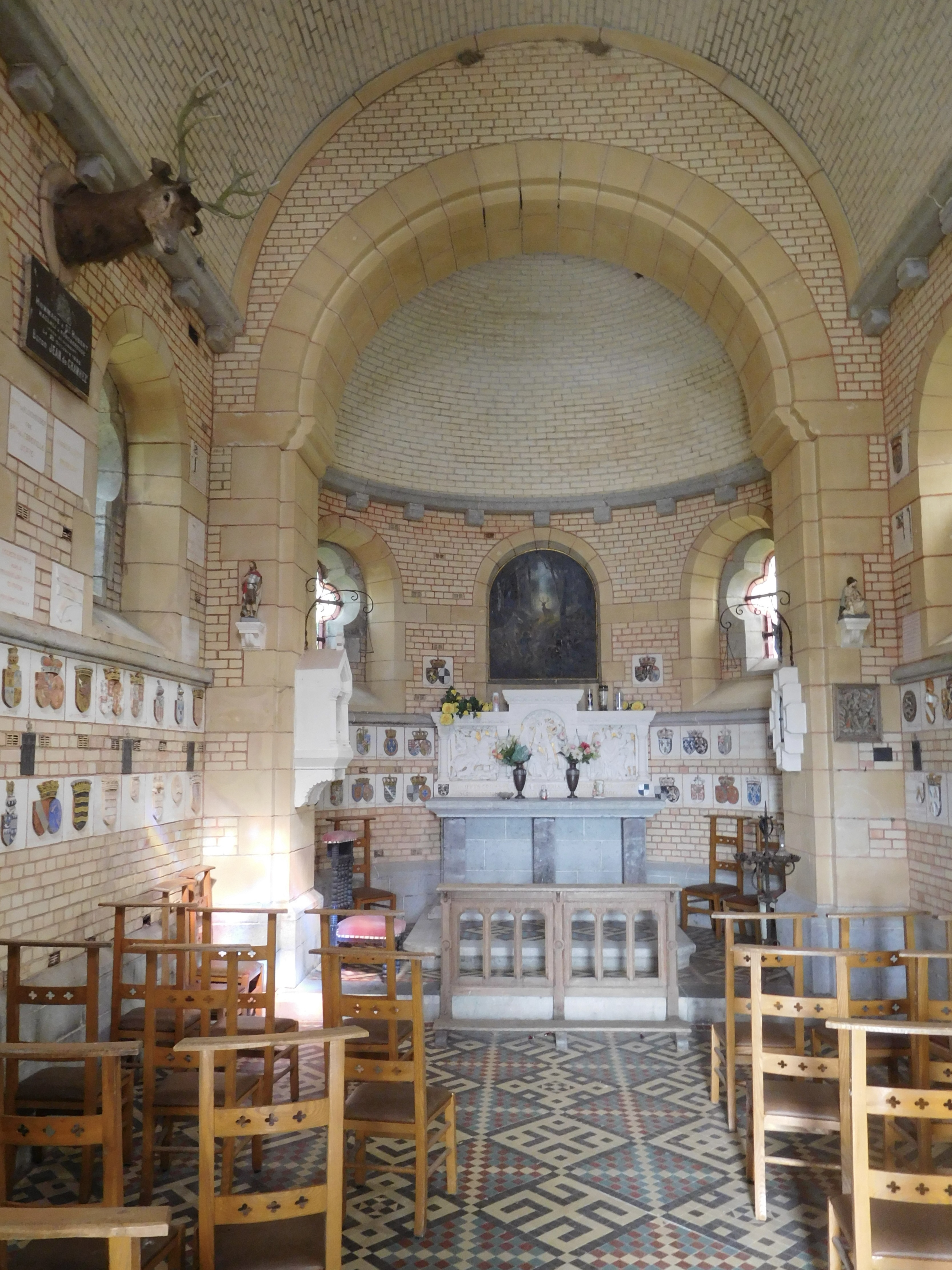
Les murs sont tapissés d'écussons vec blasons de la noblesse belge.

### Chapelle Saint-Hubert: nouvelle vie
A l’occasion de l’année jubilaire 1901 Mgr Heylen, évêque de Namur, exprime la proposition de reconstruire une nouvelle chapelle là où des vestiges de l’ancienne (un pavement) furent découverts en 1841. Elle serait dédiée à saint Hubert dont, d’après la légende, la conversion aurait eu lieu à cet endroit.  La 'noblesse chasseresse de Belgique' (dont le protecteur céleste est saint Hubert)  s’enthousiasme pour le projet et prend l’initiative de récolter les fonds nécessaires. 
La nouvelle chapelle Saint-Hubert, construite en style néo roman d’après les plans de l’architecte Pierre Langerock est consacrée et ouverte au culte, par Mgr Heylen , le 23 aout 1904. Immédiatement voisine de l’ancienne « Converserie », bâtiment qui à l’origine logeait les frères convers de l’abbaye qui travaillaient sur le domaine forestier, elle fait partie de la paroisse de Laneuvlle-au-Bois.

## Description
- Un porche avec bancs latéraux en pierre introduit à la chapelle qui est faite d’une nef simple se prolongeant  en un petit sanctuaire au chevet circulaire. Un clocheton surmonte la façade. Tout provient des Ardennes : la pierre blanche ( à l’intérieur) vient des carrières de Jamoigne, la cloche des fonderies de Tellin et les ardoises (du toit) des ardoisières d’Herbeumont.
- L’autel est surmonté d’une peinture sur cuivre, œuvre de l’artiste Guy du Passage (1872-1925), peintre de chasse français. Elle illustre saint Hubert à côté de son cheval, dans la forêt d’Ardenne, ébloui par la vision d’un cerf portant une croix entre ses bois. Le retable de pierre qui orne l’autel représente trois scènes  de la vie de saint Hubert dont la traditionnelle vision du cerf crucifère. Il est l’œuvre de Frantz Vermeylen.
- L’ornementation principale de la chapelle consiste en deux rangées d’écussons, en relief, avec blason des familles de la noblesse belge qui contribuèrent à la construction de la chapelle. Les deux rangées courent le long des deux murs latéraux, sur toute leur longueur, se prolongeant même dans le sanctuaire, avec, de part et d’autre et au-dessus de l’autel, les écussons des princes Philippe de Belgique (comte de Flandre) et Albert de Belgique.